# Pfyffer

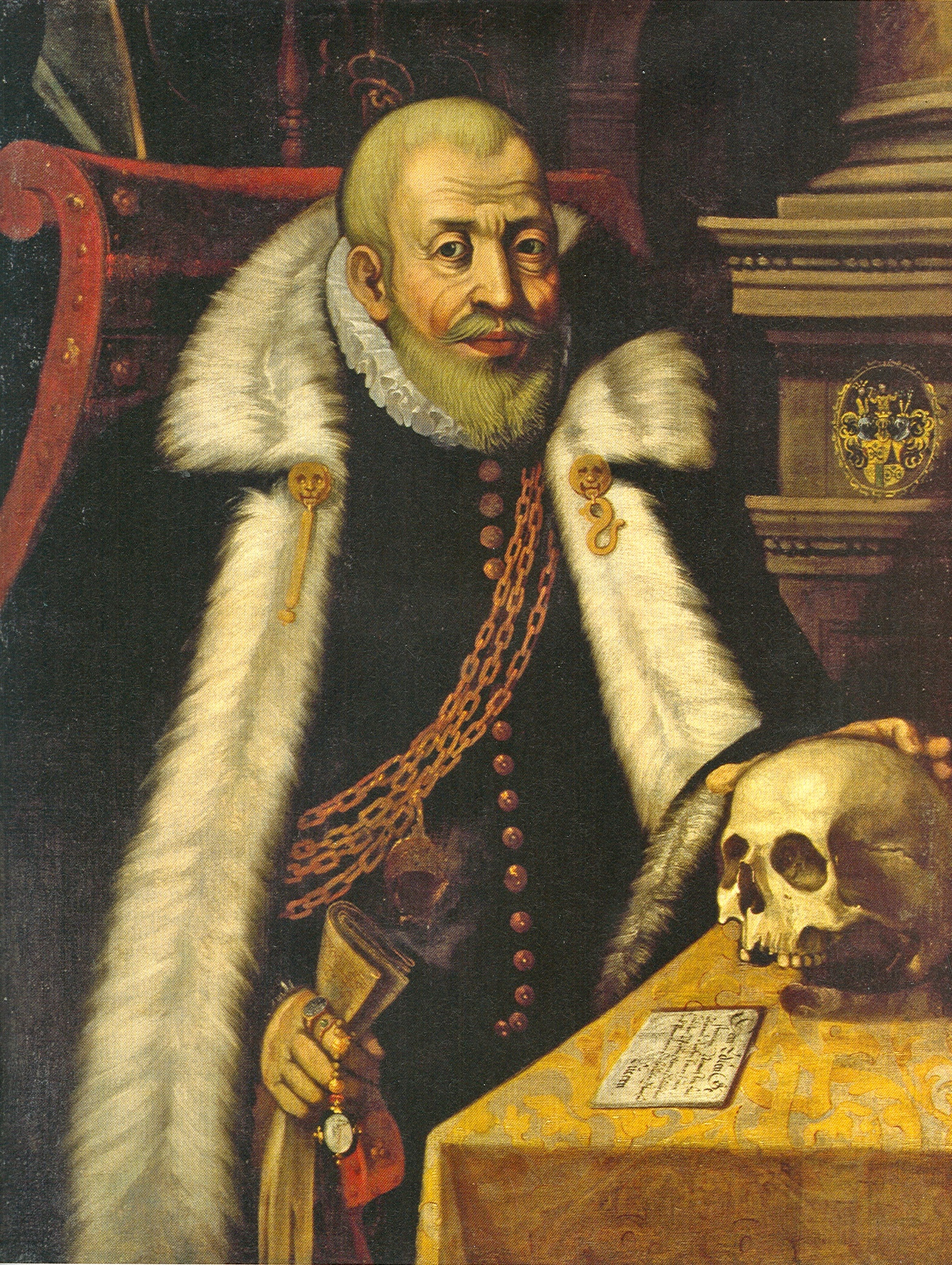
Ludwig Pfyffer (1524-1594).

Pfyffer è una famiglia e un cognome svizzero, originariamente membri del patriziato della città di Lucerna.

## Storia
Diverse generazioni di rappresentanti di questa famiglia (11 in totale tra il 1652 e il 1982) furono comandanti della Guardia Svizzera Pontificia. La famiglia Pfyffer fu la famiglia più potente di Lucerna durante il primo periodo moderno. Verso la fine del XVI secolo fu divisa nelle linee Pfyffer von Altishofen, Pfyffer von Wyher e Pfyffer von Heidegg, in base alle rispettive sedi di Altishofen, Wyher (Ettiswil) e Heidegg (Hitzkirch). Gli ultimi due rami sono estinti e il moderno cognome Pfyffer indica l'appartenenza alla famiglia Pfyffer von Altishofen.
La famiglia discende da Johannes Pfyffer, che ricevette la cittadinanza di Lucerna nel 1483 e fu membro del consiglio comunale minore dal 1508, e da suo figlio Leodegar Pfyffer, che fu tesoriere di Lucerna. Uno dei quattro figli di Leodegar fu Ludwig Pfyffer (1524–1594), che stabilì Lucerna come il principale cantone cattolico nella reazione alla Riforma svizzera. Ludwig Pfyffer ebbe una notevole influenza politica e militare sia in Svizzera che in Francia, e fu popolarmente chiamato il "re degli svizzeri". Fu anche l'architetto della duratura influenza della sua famiglia a Lucerna.

### Comandanti della Guardia Svizzera Pontificia

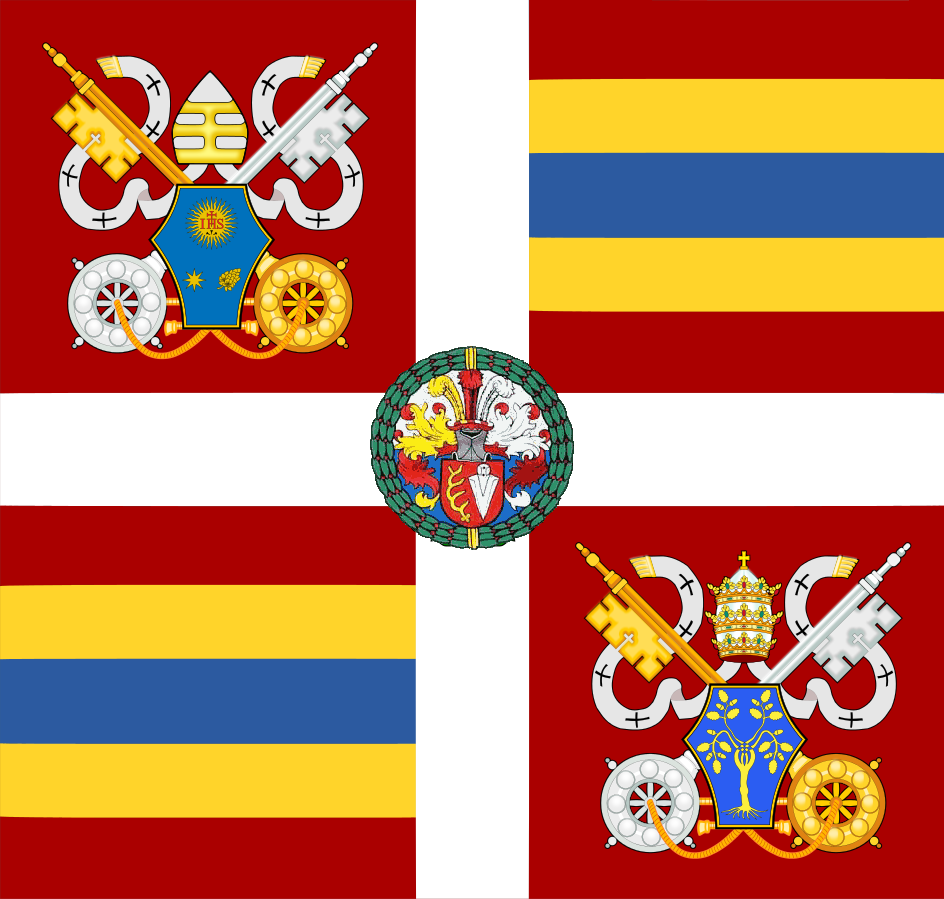
Bandiera della Guardia Svizzera Pontificia.

- 10. Johann Rudolf Pfyffer von Altishofen (1652–1657)
- 11. Ludwig Pfyffer von Altishofen (1658–1686)
- 12. Franz Pfyffer von Altishofen (1686–1696)
- 14. Johann Konrad Pfyffer von Altishofen (1712–1727)
- 15. Franz Ludwig Pfyffer von Altishofen (1727–1754)
- 16. Jost Ignaz Pfyffer von Altishofen (1754–1782)
- 17. Franz Alois Pfyffer von Altishofen (1783–1798)
- 18. Karl Leodegar Pfyffer von Altishofen (1800–1834)
- 19. Martin Pfyffer von Altishofen (1835–1847)
- 27. Heinrich Pfyffer von Altishofen (1942–1957)
- 29. Franz Pfyffer von Altishofen (1972–1982)

### Altri personaggi noti con questo nome
- Ludwig Pfyffer (1524–1594), capo politico e militare di Lucerna, figura centrale della Controriforma svizzera.
- Franz Ludwig Pfyffer (1716–1802), ufficiale, politico e topografo di Lucerna, tenente generale al servizio della Francia. Inventore della carta in rilievo.
- Alphons Pfyffer von Heidegg (1753–1822), ufficiale e politico lucernese, membro della direzione della Repubblica Elvetica.
- Casimir Pfyffer (1794–1875), politico e giurista svizzero, sindaco di Lucerna, presidente del Consiglio nazionale svizzero e presidente del Tribunale federale.
- Alphons Maximilian Pfyffer von Altishofen[ (1834–1890), architetto svizzero e capo di stato maggiore militare.